# فابيان كويلار
فابيان كويلار (بالإسبانية: Fabián Cuéllar)‏ هو لاعب كرة قدم كولومبي، ولد في 21 يونيو 1985 في نيفا في كولومبيا. لعب مع أتليتيكو هويلا.